# Lachapelle-Graillouse
La Chapelle Graillouse redirige ici.
Lachapelle-Graillouse est une commune française située dans le département de l'Ardèche, en région Auvergne-Rhône-Alpes.

## Géographie

### Situation et description
La commune est située entre les communes du Lac-d'Issarlès et de Coucouron, dans les monts du Vivarais, proche du mont Gerbier-de-Jonc, de la source de la Loire et du mont Mézenc, qui culmine à 1 754 mètres. À vol d'oiseau, elle se situe à 16,2 kilomètres au nord-est de Langogne, 27,4 kilomètres au sud-est du Puy-en-Velay et à 36,4 kilomètres au nord-ouest d'Aubenas.

### Géologie et relief
La superficie de la commune est de 2 048 hectares ; son altitude varie entre 868 et 1 233 mètres.
Le bourg est situé à 1 111 mètres d'altitude au sein du plateau ardéchois.

### Communes limitrophes
La commune bénéficie de la proximité du lac d'Issarlès qui est la principale attraction touristique du plateau ardéchois.
Elle jouxte la commune de Coucouron, ancien chef-lieu de canton et siège de la communauté de communes de la Montagne d'Ardèche, qui concentre la plupart des activités administratives et commerciales du plateau ardéchois.

### Climat
Pour des articles plus généraux, voir Climat d'Auvergne-Rhône-Alpes et Climat de l'Ardèche.
En 2010, le climat de la commune est de type climat de montagne, selon une étude du CNRS s'appuyant sur une série de données couvrant la période 1971-2000. En 2020, Météo-France publie une typologie des climats de la France métropolitaine dans laquelle la commune est exposée à un climat de montagne ou de marges de montagne et est dans la région climatique Sud-est du Massif Central, caractérisée par une pluviométrie annuelle de 1 000 à 1 500 mm, minimale en été, maximale en automne.
Pour la période 1971-2000, la température annuelle moyenne est de 7,5 °C, avec une amplitude thermique annuelle de 15,8 °C. Le cumul annuel moyen de précipitations est de 1 117 mm, avec 9,8 jours de précipitations en janvier et 6,5 jours en juillet. Pour la période 1991-2020, la température moyenne annuelle observée sur la station météorologique de Météo-France la plus proche, « Issanlas_sapc », sur la commune d'Issanlas à 5 km à vol d'oiseau, est de 7,3 °C et le cumul annuel moyen de précipitations est de 1 017,1 mm,. Pour l'avenir, les paramètres climatiques de la commune estimés pour 2050 selon différents scénarios d'émission de gaz à effet de serre sont consultables sur un site dédié publié par Météo-France en novembre 2022.

### Hydrographie
Le chef-lieu de la commune est traversé par la rivière Le Nadalès, un affluent de la Loire en rive gauche. La Loire assure la limite de la commune avec celles d'Issarlès, du Lac-d'Issarlès et du Cros-de-Géorand.
La commune est aussi bordée à l'ouest par la Langougnole, autre affluent de la Loire (rive gauche).

## Urbanisme

### Typologie
Au 1er janvier 2024, Lachapelle-Graillouse est catégorisée commune rurale à habitat très dispersé, selon la nouvelle grille communale de densité à 7 niveaux définie par l'Insee en 2022.
Elle est située hors unité urbaine et hors attraction des villes,.

### Occupation des sols
L'occupation des sols de la commune, telle qu'elle ressort de la base de données européenne d’occupation biophysique des sols Corine Land Cover (CLC), est marquée par l'importance des forêts et milieux semi-naturels (63,7 % en 2018), en diminution par rapport à 1990 (67,4 %). La répartition détaillée en 2018 est la suivante : forêts (49,4 %), prairies (33,3 %), milieux à végétation arbustive et/ou herbacée (14,3 %), zones agricoles hétérogènes (3 %).
L'évolution de l’occupation des sols de la commune et de ses infrastructures peut être observée sur les différentes représentations cartographiques du territoire : la carte de Cassini (XVIIIe siècle), la carte d'état-major (1820-1866) et les cartes ou photos aériennes de l'IGN pour la période actuelle (1950 à aujourd'hui).

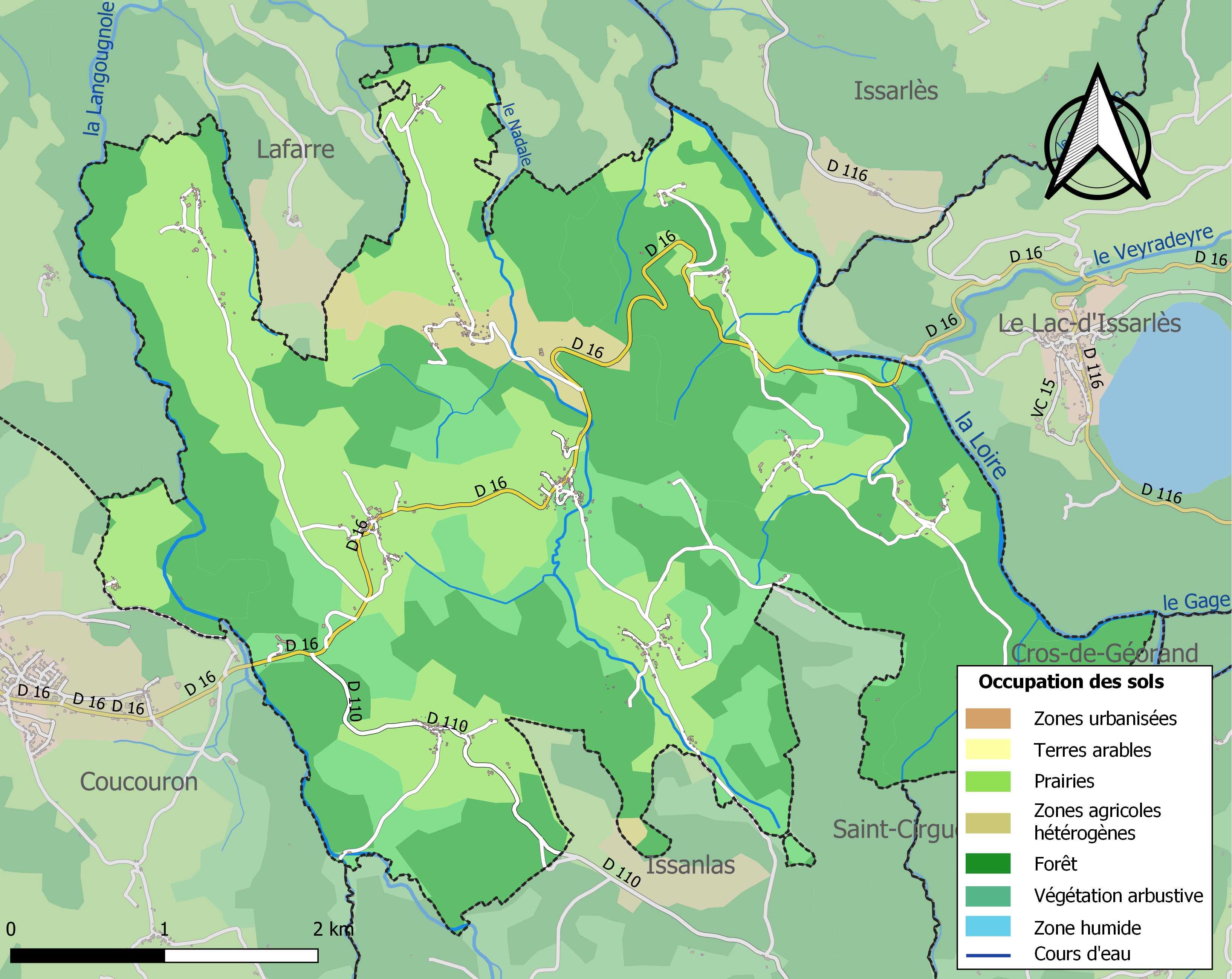
Carte des infrastructures et de l'occupation des sols de la commune en 2018 (CLC).

### Morphologie urbaine
La population se disperse entre le chef-lieu (Lachapelle-Graillouse proprement dite) et un grand nombre de hameaux : Boissandroux, la Mouline, Lapessade, la Roche, le Crosromeau, Vazeilles, le Ventalon, Riou-Cros, le Pont de la Borie, les Chazornes, la Couleyre, Vente, la Gaselle, Villeneuve, Maisonseule, Chanteperdrix, le Pièbre, le Monteil.
Quelques lieux-dits isolés, jadis habités, sont désormais désertés : les Rhodes (toujours habités), Moulin de Courbet, Moulin de Givel, Beaumier.

### Logement
En 2009, le nombre total de logements dans la commune était de 276, alors qu'il était de 238 en 1999.
Parmi ces logements, 39,5 % étaient des résidences principales, 60,1 % des résidences secondaires et 0,4 % des logements vacants. Ces logements étaient pour 99,3 % d'entre eux des maisons individuelles et pour 0,7 % des appartements.
La proportion des résidences principales, propriétés de leurs occupants était de 89,0 %, en hausse importante par rapport à 1999 (69,6 %).

## Toponymie
La graphie du nom de Graillouse a beaucoup évolué au cours des siècles : Graculosa vers l'an 900, Grattalosa au xie siècle, Gralhosa en 1516, Grallouse sur Loire en 1793 (durant quelques années), Graihouse au XIXe siècle, puis Graillouse.[réf. nécessaire]

### Hypothèses
L'origine du toponyme est controversée : il pourrait provenir du provençal gralha (corneille)ou de « grais », de « grailles » signifiant corbeaux et grenouilles en patois ou encore de la Capella Gratiosa (Tchapello Gracillouso en patois), chapelle gracieuse en français[réf. nécessaire].
On évoque également le nom latin le plus ancien, utilisé dans le cartulaire de Saint-Chaffre qui est Graculosa.
Ce mot latin correspond aux geais, mainates ou choucas qui font partie de la famille des corvidés. Les corvidés était très nombreux dans la région jusqu'aux années 1980. Sur un des quatre chapiteaux du chœurs de l'église de Lachapelle Graillouse est représenté un oiseau en relief. De même, la sculpture d'un oiseau, aussi en relief, est présente à la base de l'arc en pierres taillées d'une des chapelles latérales. En patois local, les corvidés sont nommés les « Grails ». Ces nombreux indices peuvent laisser à penser que Lachapelle-Graillouse était à l'origine La Chapelle aux oiseaux.[réf. nécessaire]

### Orthographe
Pour ce qui est du nom complet de la commune, la bonne orthographe est « Lachapelle-Graillouse » et non « La Chapelle Graillouse ». En effet, c'est par erreur que le nom orthographié « La Chapelle Graillouse » figure depuis quelques années sur les deux panneaux indicateurs situés aux entrées du village. Le classement alphabétique utilisé dans l'annuaire du téléphone, le nom utilisé pour le titre de la rubrique locale dans les journaux et sur les cartes géographiques I.G.N et Michelin, les anciens panneaux routiers (qui indiquent la direction du village et qui sont situés aux carrefours de la départementale côté Coucouron et côté Issarlès) et enfin l'usage par les habitants de la commune confirment que l’orthographe du nom du bourg est Lachapelle-Graillouse.

## Histoire
Lachapelle-Graillouse apparaît pour la première fois dans un document écrit en 879 sous le nom de capella Graculosa. Le village possède depuis l'an 1041 une église avec clocher peigne donnant sur une petite place entourée de maisons en pierres.
La révolution de 1848 est l'occasion de faire éclater de vieilles rivalités, jusque-là contenues. L'ancien maire, révoqué par les nouvelles autorités, contre-attaque et fait circuler une pétition en blanc contre le nouveau maire, abusant une partie des signataires. Le nouveau maire lui-même fonde peu d'espoirs dans le suffrage universel, tous les habitants de la commune étant liés par un réseau d'obligations mutuelles et de parentés, les votes sont acquis d'avance.
En 1892, le village est frappé par une épidémie qui fait plus de cent morts dont le prêtre curé de la paroisse. La croix de mission située à la sortie nord du village au bord de la route départementale est érigée en remerciement pour la fin de ce fléau. Durant la Première Guerre mondiale, 101 personnes perdent la vie, soit environ 10 % de la population. À la différence de 1892, il s'agit ici pour la plupart de jeunes gens, le déclin démographique amorcé en 1892 n'en est que plus accentué. Avec la mécanisation du travail agricole, la commune subit un fort exode rural, touchant principalement les jeunes générations les mieux formées, qui culmine dans les années 1950-1960. Cet exode se fait principalement vers la basse Ardèche (Aubenas), le bassin houiller d'Alès et le midi de la France. Le Puy-en-Velay et la région lyonnaise accueillent aussi de nombreux Chapelous. Certains d'entre eux, devenus fonctionnaires, montent à Paris par le jeu des mutations de début de carrière. La plupart ne reviennent pas sur le plateau et s'établissent loin du pays. La population est alors toujours en très forte baisse par rapport aux années 1920. Les générations ne se renouvellent plus sur place. Les écoles publiques des hameaux (Villeneuve, le Pièbre…) ferment dans les années 1960. Les deux écoles (une publique et une privée) du chef-lieu disparaissent durant la décennie 1980. Les quelques enfants vivant dans la commune rejoignent alors les écoles de Coucouron ou du Lac-d'Issarlès. En conséquence, faute de clients, les nombreux commerces que le village possédait jusque dans les années 1970 ferment durant la décennie suivante. En 1979, le bourg comptait trois épiceries (dont une avec distribution de journaux), deux boulangeries, deux hôtels avec restaurants, quatre débits de boisson (dont un avec débit de tabac), un marchand de boissons en gros, un commerce de chaussures, une agence postale gérée par les P.T.T et environ huit petites exploitations agricoles (pour la plupart de moins de dix vaches). Il n'y avait pas de commerce dans les autres hameaux de la commune. Quelques commerces ambulants (boucherie, épicerie, boulangerie) sillonnaient la commune pour des tournées bi-hebdomadaires. Il existait de nombreuses exploitations agricoles dans chacun des hameaux de la commune. L'été, quelques habitants des villages ainsi que les deux hôtels de la commune proposaient aux touristes des hébergements au confort souvent sommaire. Ce type d'hébergement qui avait l'avantage d’être très peu coûteux et permettait à des familles d'ouvriers ou d'employés de pouvoir faire un séjour prolongé (souvent un mois entier) à la campagne a disparu.[réf. nécessaire]

## Politique et administration

### Administration municipale
Le nombre d'habitants au dernier recensement étant compris entre 100 et 499, le nombre de membres du conseil municipal est de 11.

### Liste des maires
| Période                                  | Période                       | Identité                      | Étiquette | Qualité                                                            |
| ---------------------------------------- | ----------------------------- | ----------------------------- | --------- | ------------------------------------------------------------------ |
| Les données manquantes sont à compléter. |                               |                               |           |                                                                    |
|                                          | 1824                          | Jean Marie Ambroise Breysse   |           |                                                                    |
| 1824                                     | 1829                          | Jean Baptiste Agreil          |           |                                                                    |
| 1830                                     | 1834                          | Jean François Régis Charreyre |           |                                                                    |
| 1835                                     | 1838                          | Etienne Jolivet               |           |                                                                    |
| 1838                                     | 1852                          | Jean-Pierre Hilaire           |           |                                                                    |
| 1852                                     | 1865                          | Claude Valette                |           |                                                                    |
| 1865                                     | 1875                          | Jean-Pierre Hilaire           |           |                                                                    |
| 1875                                     | 1878                          | Théodore Victor Malartre      |           |                                                                    |
| 1878                                     | 1888                          | Charles Cottiau               |           |                                                                    |
| 1888                                     | après 1903                    | Célestin Hilaire              |           |                                                                    |
| 1904                                     | 1915                          | Aimè de Saint Crouzette       |           |                                                                    |
| 1916                                     | 1919                          | Antoine Pasquier              |           |                                                                    |
| 1920 environ                             | juillet 1943                  | Victorin Hilaire              |           |                                                                    |
| août 1943                                | août 1944                     | Romieux                       | ?         | Commerçant                                                         |
| avril 1945                               | mars 1965                     | Baptiste Arnaud               | SE        | Hôtelier (Hôtel restaurant Arnaud)                                 |
| avril 1965                               | mars 2001                     | Roger Veysseyre               | SE        | Instituteur public                                                 |
| avril 2001                               | 26 décembre 2013              | Michel Bernard                | PS        | Agent d'assurance                                                  |
| janvier 2014                             | 28 mars 2014                  | Maryse Breysse                |           | Agent de la poste, Assure l'intérim en tant que première adjointe. |
| 28 mars 2014                             | En cours (au 10 juillet 2020) | Roland Jallat                 | SE        | Agriculteur                                                        |

### Finances communales
- Les comptes de la commune de Lachapelle Graillouse sur le site du Ministère des Finances

### Instances judiciaires et administratives
Lachapelle-Graillouse relève du conseil de prud'hommes d'Aubenas, de la Cour administrative d'appel de Lyon, de la Cour d'appel de Nîmes, de la Cour d'assises de l'Ardèche, du tribunal administratif de Lyon, du tribunal d'instance d'Aubenas, du tribunal de commerce d'Aubenas, du tribunal de grande instance de Privas, du tribunal paritaire des baux ruraux d'Aubenas et du tribunal pour enfants de Privas.

## Population et société

### Démographie
L'évolution du nombre d'habitants est connue à travers les recensements de la population effectués dans la commune depuis 1793. Pour les communes de moins de 10 000 habitants, une enquête de recensement portant sur toute la population est réalisée tous les cinq ans, les populations de référence des années intermédiaires étant quant à elles estimées par interpolation ou extrapolation. Pour la commune, le premier recensement exhaustif entrant dans le cadre du nouveau dispositif a été réalisé en 2004.

En 2022, la commune comptait 188 habitants, en évolution de −7,39 % par rapport à 2016 (Ardèche : +2,48 %, France hors Mayotte : +2,11 %).
| 1793 | 1800 | 1806 | 1821 | 1831 | 1836 | 1841 | 1846  | 1851  |
| ---- | ---- | ---- | ---- | ---- | ---- | ---- | ----- | ----- |
| 722  | 751  | 929  | 876  | 946  | 962  | 961  | 1 038 | 1 111 |

| 1856  | 1861  | 1866  | 1872  | 1876  | 1881  | 1886  | 1891  | 1896  |
| ----- | ----- | ----- | ----- | ----- | ----- | ----- | ----- | ----- |
| 1 200 | 1 202 | 1 145 | 1 172 | 1 258 | 1 332 | 1 380 | 1 410 | 1 211 |

| 1901  | 1906  | 1911  | 1921  | 1926 | 1931 | 1936 | 1946 | 1954 |
| ----- | ----- | ----- | ----- | ---- | ---- | ---- | ---- | ---- |
| 1 186 | 1 221 | 1 145 | 1 023 | 864  | 919  | 860  | 754  | 622  |

| 1962 | 1968 | 1975 | 1982 | 1990 | 1999 | 2004 | 2006 | 2009 |
| ---- | ---- | ---- | ---- | ---- | ---- | ---- | ---- | ---- |
| 535  | 546  | 452  | 376  | 293  | 237  | 222  | 230  | 245  |

| 2014 | 2019 | 2022 | - | - | - | - | - | - |
| ---- | ---- | ---- | - | - | - | - | - | - |
| 207  | 192  | 188  | - | - | - | - | - | - |

### Enseignement
La commune est rattachée à l'académie de Grenoble.

### Manifestations culturelles et festivités

#### Fête votive
Avant les années 1980, la fête votive du village, le samedi et dimanche suivant le 15 août rassemblait la jeunesse du plateau, habitants du plateau ardéchois et quelques touristes fidèles pour clore la période du 14 juillet au 15 août, qui correspondait au pic de fréquentation touristique. Un bal se déroulait le samedi soir, des manèges étaient installés. Un tir de feu d'artifice avait lieu le dimanche soir.

#### Animations au village et aux alentours
- Feu de la Saint-Jean ;
- Fête votive le premier dimanche suivant le 15 août ;
- Marché à la belle saison sur la place du village le premier dimanche de chaque mois ;
- Marché à Coucouron chaque mercredi matin ;
- Nombreux concours de pétanque durant les mois de juillet et d'août.

### Sports
La municipalité a créé au chef-lieu depuis 2010, trois terrains de pétanque en plein air. Elle a aussi financé la construction d'un hangar qui sert de terrain couvert.
Jusque dans les années 1990, quand le temps le permettait, la place du village voyait souvent, en soirée, une bonne trentaine de personnes s'affronter en tournoi de boules amical[réf. nécessaire].
Il en était de même dans les hameaux du Pièbre ou de Vente notamment.
Actuellement[Quand ?], on joue encore un peu les soirs d'été sur la place de l’église ou dans le récent "pétanquodrome"[réf. nécessaire].
Alors qu'elle était le siège de l'association « La boule du plateau », la commune voyait se dérouler de très nombreux concours de pétanque (quasiment 1 par semaine, durant les 2 mois d'été) dans les années 1980. Ce temps est maintenant révolu et seuls quelques rares concours subsistent encore au chef-lieu, au Ventalon et au Pièbre.

### Médias
Deux organes de presse écrite sont distribués dans la commune :
- L'Hebdo de l'Ardèche

Il s'agit d'un journal hebdomadaire français basé à Valence et diffusé à Privas depuis 1999. Il couvre l'actualité pour tout le département de l'Ardèche.
- Le Dauphiné libéré

Il s'agit d'un journal quotidien de la presse écrite française régionale distribué dans la plupart des départements de l'ancienne région Rhône-Alpes, notamment l'Ardèche. La commune est située dans la zone d'édition du centre-Ardèche (Privas).

### Cultes
La communauté catholique et l'église de Lachapelle-Graillouse (propriété de la commune) sont rattachées à la paroisse Notre-Dame de la Montagne, elle-même rattachée au diocèse de Viviers.

## Économie

### Revenus de la population et fiscalité
En 2011, le revenu fiscal médian par ménage était de 18 441 €, ce qui plaçait Lachapelle-Graillouse au 31 525e rang parmi les 31 886 communes de plus de 49 ménages en métropole.
En 2009, 75,2 % des foyers fiscaux n'étaient pas imposables.

### Emploi
En 2009, la population âgée de 15 à 64 ans s'élevait à 152 personnes, parmi lesquelles on comptait 63,2 % d'actifs dont 53,9 % ayant un emploi et 9,2 % de chômeurs.
On comptait 37 emplois dans la zone d'emploi, contre 38 en 1999. Le nombre d'actifs ayant un emploi résidant dans la zone d'emploi étant de 82, l'indicateur de concentration d'emploi est de 45,2 %, ce qui signifie que la zone d'emploi offre moins d'un emploi pour deux habitants actifs.

### Entreprises et commerces
Au 31 décembre 2010, Lachapelle-Graillouse comptait 39 établissements : 21 dans l’agriculture-sylviculture-pêche, 2 dans l'industrie, 6 dans la construction, 8 dans le commerce-transports-services divers et 2 étaient relatifs au secteur administratif.
En 2011, deux entreprises ont été créées à Lachapelle-Graillouse, dont 7 par des autoentrepreneurs.

## Culture locale et patrimoine

### Lieux et monuments
La commune ne compte pas de monument répertorié à l'inventaire des monuments historiques mais six objets y sont répertoriés et aucun lieu, monument ou objet répertorié à l'inventaire général du patrimoine culturel,.
Tous les objets inscrits à l'inventaire des monuments historiques se situent au sein de l'Église Notre-Dame-de-l'Assomption édifiée sur un promontoire qui englobe aussi la place principale du village et quelques maisons anciennes. Cette église, construite au XIe siècle, contient :
- une statue de saint Claude, datée du XVIIIe siècle, en bois taillé, peint et doré ; inscrite depuis le 26 août 1988[36] ;
- un lustre d'église en verroterie, daté du XVIIIe siècle, en verre et métal ; inscrit depuis le 26 août 1988[37] ;
- deux lustres d'église en verroterie, datés du XVIIIe siècle, en verre et métal ; inscrits depuis le 26 août 1988[38] ;
- un autel de Saint-Joseph et son retable, datés du XVIIIe siècle, en bois taillé peint ; inscrits depuis le 26 août 1988[39] ;
- un bénitier sur chapiteau renversé, daté du XVIIe siècle, en pierre taillée ; inscrit depuis le 10 juin 1978[40] ;
- des fonts baptismaux : cuve avec son coffre, datés du XVIIe siècle, en pierre taillée ; inscrits depuis le 10 juin 1978[41] ;
- une statue de la Vierge de l'Immaculée Conception, datée du XIXe siècle, en bois taillé, peint et doré ; inscrite depuis le 10 juin 1978[42] ;
- une croix de confrérie, datée du XIXe siècle, en bois taillé, peint et doré ; inscrite depuis le 10 juin 1978[43].

### Héraldique
|  | Lachapelle-Graillouse possède des armoiries dont l'origine et le blasonnement exact ne sont pas disponibles. |